# Осовидка окаймлённая
Осовидка окаймлённая (лат. Solva marginata) — вид род двукрылых из семейства древесинницы.

## Описание
Тело имаго тёмное длиной 5—8 мм. Лоб около глазкового бугорка в два раза уже, чем около места прикрепления усиков и в три раза уже ширины глаз. Ширина лба у самцов меньше, чем у самок. Вся поверхность лба и затылок покрыты прилегающими серебристыми волосками. Усики чёрные, короче высоты глаза. Внутренняя поверхность второго членика учиков жёлтая. Щупики светлые. Окраска груди чёрная. На вершине плечевого бугорка и нотоплевральном шве имеется жёлтая полоска. Щиток и жужжальца рыжие. Тазики и вертлуги чёрные. Бёдра и голени передних и средних ног светло-жёлтые. Бёдра задних ног рыжие с затемённое вершиной. На нижней стороне бёдер имеются короткие редкие шипики. Основание шипиков светлое, на вершине они зачернены. Задний край пятого и шестого тергитов брюшка с узкой жёлтой каймой. Яйцеклад жёлтый.
Тело личинок одноцветно тёмное, без светлых полос и пятен, длиной 8—9 мм.

## Биология
Личинки развиваются под корой лиственных пород деревьев, в том числе березы повислой, тополя чёрного, ясеня обыкновенного. Одним из факторов, влияющих на выживание личинок в природе, является влажность субстрата в местах их развития. Длительное отсутствие осадков приводит к высыханию к гибели личинок.

## Распространение
Встречается по всей Европе, Азербайджане, Турции, Туве, Монголии и северо-востоке Китая.